# Taneti Maamau
Taneti Mamau (ur. 16 września 1960 w Onotoa) – kiribacki polityk, prezydent Kiribati od 11 marca 2016.

## Życiorys
Urodził się 16 września 1960 w Onotoa.
Rozpoczął karierę w służbie cywilnej jako Oficer Planowania w Ministerstwie Finansów w 1979. Dołączył też do kadry administracyjnej jako asystent sekretarza w Ministerstwie Finansów. Swoją karierę kontynuował jako starszy asystent sekretarza w Ministerstwie Edukacji, zastępca sekretarza w Ministerstwie Finansów, a także w zastępca sekretarza w biurze prezydenta Kiribati. Objął funkcję stałego sekretarza w rządzie prezydenta Teburoro Tiito. Pracował jako stały sekretarz w Urzędzie Usług Publicznych, Ministerstwie Finansów i Rozwoju Gospodarczego oraz Ministerstwie Handlu, Przemysłu i Spółdzielni.
W 2002 roku Maamau zrezygnował ze służby publicznej na rzecz kariery politycznej. Przez wiele lat był deputowanym do parlamentu.
W 2016 kandydował w wyborach prezydenckich w Kiribati z ramienia opozycyjnej partii Tobwaan Kiribati Party. Wyniki zostały ogłoszone 9 marca. Mamau wygrał, zdobywając 59,96% głosów. Urząd objął 11 marca.
20 września 2019 jego rząd podjął decyzję o zerwaniu stosunków dyplomatycznych z Republiką Chińską w celu poprawienia relacji z Chińską Republiką Ludową.
W wyborach prezydenckich w Kiribati w 2020 roku uzyskał reelekcję, zdobywając 59% głosów.

## Życie prywatne
Należy do kościoła protestanckiego Kiribati Uniting Church i w przeszłości był diakonem.
Jego żoną jest Teiraeng Tentoa Maamau z wyspy Tabiteuea. Mają trójkę dzieci i dwójkę wnucząt.